# Padania

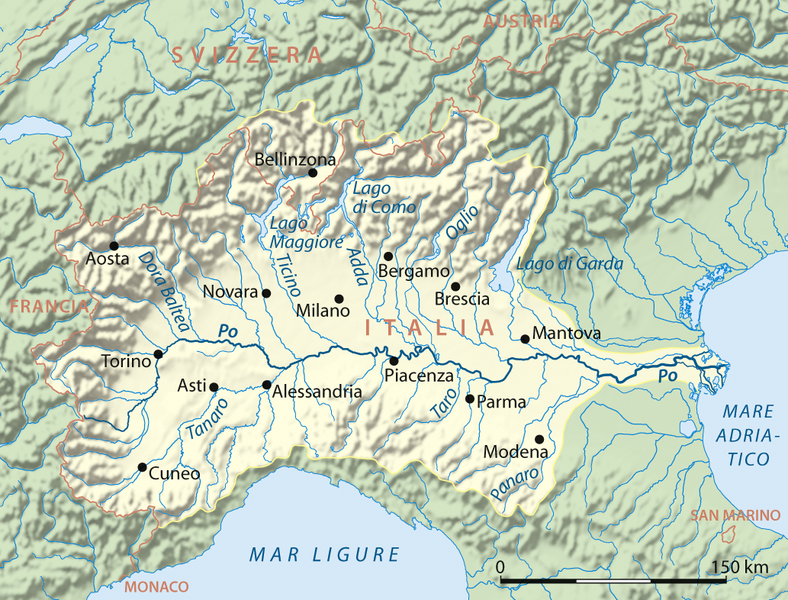
Il bacino idrografico del Po.

Padania è un coronimo con cui si indica la Pianura Padana, regione geografica suddivisibile in “Padania superiore” (piemontese) e “Padania inferiore” (lombardo-veneta)  ed emiliana (Emilia). Deriva dall'aggettivo “padano”, quest'ultimo derivato da Padus, nome latino del Po.
Il termine è entrato in uso nel Nord Italia soprattutto a partire dalla seconda metà degli anni novanta  del XX secolo, sotto la spinta del ricorrente uso politico in chiave indipendentista dalla Lega Nord, che identificava in questo nome un'ipotetica e futura unità territoriale come repubblica federale, per la quale il partito reclamava uno statuto di indipendenza (o, comunque, di autonomia politico-amministrativa) dalla Repubblica Italiana. Fin da allora questo termine ha sempre mantenuto una forte connotazione politica.

## Uso geografico del termine

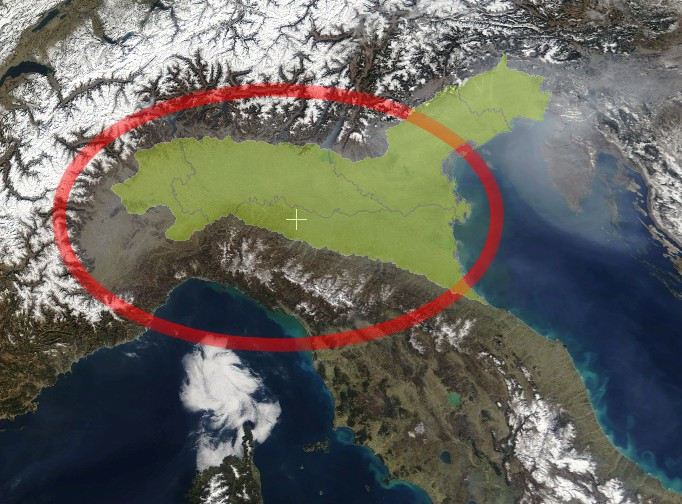
Immagine satellitare del Nord Italia, con la pianura padana in verde cerchiato in rosso.

Il toponimo Padania, usato come sinonimo di pianura padano-veneta estesa dal Piemonte al Friuli, compare già nel 1903 in un articolo della Società Geografica Italiana scritto da Gian Lodovico Bertolini e intitolato Sulla permanenza del significato estensivo del nome di Lombardia, dove è presentato come sinonimo del toponimo "Lombardia" nella sua accezione storica indicante tutto il Nord Italia. Nel 1910 il professor Angelo Mariani pubblica per i tipi Hoepli un manuale dal titolo Geografia economico sociale dell'Italia in cui Padania si riferisce al territorio a nord dell'Appennino; Appenninia e Corsica costituiscono le rimanenti aree italiane. Nella seconda metà del XX secolo, prima della diffusione in politica, il nome è stato impiegato in ambito geografico e culturale nel titolo di una collana monografica sul Po edita per iniziativa del Consorzio per la valorizzazione turistica delle aree padane dell'Emilia-Romagna e degli enti turistici delle province rivierasche lombarde con il patrocinio della Regione Emilia-Romagna (1975), nel volume I Paesaggi Umani del Touring Club Italiano (1977), dall'enciclopedia Il Milione dell'Istituto Geografico De Agostini (1981) e in ulteriori saggi e pubblicazioni, tra le quali un almanacco stampato in Piemonte, negli anni settanta e ottanta. Attraverso Mariani e Il Milione, la denominazione viene ripresa dal linguista australiano Geoffrey Hull in una tesi di dottorato discussa alla University of Sydney nel 1982 e successivamente pubblicata in due volumi nel 2017; nell'opera, intitolata The linguistic unity of Northern Italy and Rhaetia, si sostiene che  le varietà gallo-italiche e retoromanze siano ascritte ad un'unica lingua, per il quale l'autore conia l'aggettivo "padanese" ("Padanian" in inglese).

## Uso politico del termine

### Nell'ambito indipendentista, autonomista e federalista
Il primo esponente politico a parlare di "Padania" fu il bolognese Guido Fanti del Partito Comunista Italiano.
Tra i principali ideatori di un utilizzo politico del termine, il politologo Gianfranco Miglio nel 1975 riportava in scritti e interviste la sua visione della “questione settentrione” collegata a un'ipotetica “Padania”.
Per il Partito Federalista, la suddivisione politica e amministrativa dell'Italia sarebbe avvenuta per frazionamento in tre territori governati da un direttorio: i cantoni Padania, Etruria e Mediterranea, con una Padania non troppo estesa al centro. Le idee poggiavano sulle summenzionate tesi di Gianfranco Miglio, che dal 1990 al 1994 aveva contribuito alla formazione della teoria federalista della Lega Nord, uscendone per dissensi proprio sulla questione federale all'atto della formazione della coalizione a sostegno del primo governo Berlusconi.

Il sole delle Alpi, simbolo proposto dalla Lega Nord quale bandiera della Padania

Il termine Padania entra ufficialmente nel vocabolario della allora Lega Nord Italia Federale solo a partire dal 1995, a seguito della crisi del governo Berlusconi I e del passaggio del movimento ad una politica dichiaratamente secessionista (dal 1997, Lega Nord per l'Indipendenza della Padania). Secondo Paolo Bracalini, comunque, «Della Padania, intesa come entità storico-geografica dotata di un suo preciso DNA, non [se ne parlava] solo nei comizi del primo Bossi, negli studi di Gianfranco Miglio o negli slogan di Pontida». Il termine veniva ripreso nell'ideologia leghista dalla pubblicazione della Fondazione Agnelli del 1992.
Il 15 settembre 1996 la Lega Nord proclamò la dichiarazione di indipendenza della Padania con il nome ufficiale di Repubblica Federale Padana. L'8 gennaio 1997 la Lega Nord fondò il quotidiano la Padania, che venne chiuso il 30 novembre 2014.
Di tale svolta identitaria parla anche Gilberto Oneto, ideologo leghista e propugnatore del simbolo del sole delle Alpi, nel libro L'invenzione della Padania.
Dell'esistenza di un'identità padana si sono occupati Gilberto Oneto (La questione settentrionale, 2008 e Polentoni o padani, 2012) e Stefano Bruno Galli (Il Grande Nord, 2013). Approfondimenti sulla koinè linguistica padana sono stati fatti da Sergio Salvi (La lingua padana e i suoi dialetti, 1999 e La lingua del mi, 2011).

#### La Padania nello statuto della Lega Nord
Il termine “Padania”, nell'accezione intesa dalla Lega Nord di Umberto Bossi, e nell'articolo 2 dello "Statuto federale della Lega Nord per l'indipendenza della Padania", si riferisce ad un'entità politico-amministrativa fittizia comprendente un'area che è stata modificata nel corso del tempo.
Una delle ipotesi, quella dello statuto, comprende tutte le otto regioni dell'Italia settentrionale anche se suddivise in modo diverso in 10 Stati federati, ovvero Valle d'Aosta, Piemonte, Liguria, Lombardia, Trentino, Alto Adige, Friuli-Venezia Giulia, Emilia, Romagna e Veneto più 3 regioni centrali quali Toscana, Umbria e Marche, per la quale questo movimento politico chiese inizialmente una condizione di maggiore autonomia nella forma di unione federativa della macro-regione Padania con le restanti parti della Repubblica italiana (cosiddetta Costituzione di Assago), in seguito il distacco dalla Repubblica Italiana (secessione) e in seguito il trasferimento di parte significativa delle competenze legislative ed amministrative dallo Stato centrale alle regioni (“devoluzione”) oltre all'attuazione del federalismo fiscale.
Una prima riforma della costituzione verso una maggiore autonomia delle regioni è stata confermata dal referendum costituzionale del 2001. Una seconda riforma, sempre in questo senso, del 2005, è stata invece bocciata dal referendum costituzionale del 2006.
Secondo un sondaggio condotto a dicembre 2009 da GPG, il 45% degli abitanti del Nord Italia sarebbe favorevole all'adesione della propria regione ad uno Stato indipendente di nome Padania. Un altro sondaggio condotto da SWG nel giugno del 2010, rileva come per il 55% degli italiani la Padania sia un'invenzione; esiste, invece, per il 42%. Gli italiani, al contrario, approvano il federalismo, che convince il 58% del campione (l'80% al Nord, il 50% al Centro e il 35% al Sud).

### Utilizzo da altri soggetti politici
All'estero il neologismo è stato accolto con diverse accezioni (si veda ad esempio alcuni articoli del Times di Londra).
Nel 2008 il presidente del Gran Consiglio del Canton Ticino, Norman Gobbi della Lega dei Ticinesi, nel suo discorso di insediamento, ha nominato tre volte la Padania, considerandola anche come partner socioeconomico e culturale privilegiato, parlando però nel contempo di «Italianità elvetica».
Il 21 giugno 2010 il presidente della Camera, Gianfranco Fini, ha definito il termine Padania "una felice invenzione propagandistica - elettorale";  anche il presidente della Repubblica Italiana Giorgio Napolitano, durante una visita ufficiale a Napoli il 30 settembre 2011, ha affermato che il "popolo padano" non esiste e che questa definizione non ha alcuna valenza storica.
Il 15 febbraio 2011 il segretario del Partito Democratico, Pier Luigi Bersani, ha definito la Padania come "Un sistema di relazioni".
Il 12 giugno 2014 papa Francesco, nell'ambito di un'intervista al quotidiano catalano La Vanguardia, ha citato la Padania tra i territori oggetto di potenziale indipendenza dallo stato nazionale (assieme alla Scozia dal Regno Unito e alla stessa Catalogna), affermando che le richieste di secessione da un paese senza un precedente storico di "unità forzosa" sono da "prendere con le pinze" e analizzare caso per caso.

## Nello sport
Nel 1998 è stata fondata una rappresentativa denominata Selezione di calcio della Padania. Dal 2013 è affiliata alla ConIFA.
Il 6 settembre 2011 ha preso il via la corsa ciclistica Giro di Padania, che però si è chiusa l'anno successivo.